# Crossy Road
Crossy Road es un videojuego para móviles que fue lanzado el 20 de noviembre de 2014. Fue desarrollado por la compañía Hipster Whale  y desarrollado por Andy Sum, Matt Hall y Ben Weatherall. El nombre y el concepto del juego están basados en un chiste: ¿Por qué la gallina cruzó la calle?

## Jugabilidad

### Principal forma de juego
La idea del juego es llegar tan lejos como es posible atravesando carreteras, ríos, césped y vías de tren sin morir. El jugador juega como mascota, como pollo, koala o conejo y debe presionar o deslizar la pantalla en la dirección correspondiente para mover a la mascota horizontal y verticalmente. En el juego existen muchos obstáculos que causan la muerte inmediata del jugador, como ríos, árboles, rocas, coches, trenes, y algunas veces enemigos dependiendo de la mascota que se esté usando. Para pasar estos obstáculos, el jugador debe pasar por ellos en un preciso momento y asegurar su camino para su supervivencia o usar otros objetos para cruzar los ríos como troncos, y hojas de azucena. Un Águila vendrá por ti y te robará a tu mascota si es que permaneces por más de 10 segundos en el mismo lugar o te mueves tres espacios hacia atrás, lo que resulta en el fin del juego (morir). Cada cuadrado en el que te mueves hacia adelante hará que ganes un punto. Mientras más cuadrados te mueves, más puntos recibirás. Cada 50 puntos, habrá un sonido que muestra que has aumentado 50 puntos. durante el camino habrá monedas amarillas con "C's" rojas Along grabado en las cubiertas que representan las monedas. Para obtener estas monedas el jugador simplemente debe mover a su mascota al lugar en el que están las monedas. El juego también se compone de monedas dobles que valen 5 veces una moneda normal. Muchos de los usuarios que juegan Crossy Road han preguntado ¿por qué no la pulga tiene poderes especiales? y ésta es una gran pregunta, pero la preguntas que más hacen es ¿por qué el juego comienza a demorarse? La respuesta a esa pregunta es porque Crossy Road no ha sido actualizado.

### Monedas
Las monedas son una moneda en el juego con el uso exclusivo de comprar mascotas al azar con la máquina de lotería de artilugio, la cual escupe un personaje por cada 100 monedas. La máquina puede premiarte con un personaje nuevo, o con uno que ya tienes. La monedas se pueden obtener en el juego cuando caes en ellas durante el juego, viendo videos comerciales, reclamando tu regalo cada seis horas en tiempo real, y usando dinero real para comprar montones de monedas. Las monedas se muestran en la esquina superior derecha como unos círculos amarillos con "C's" rojas en la superficie. 100 monedas pueden ser usadas para tener una oportunidad de obtener una nueva mascota de la máquina de lotería. Si el jugador posee el cerdito de alcancía como mascota, las monedas rojas valen cinco monedas cada una en el juego, y las monedas recibidas de regalos gratis o de ver videos de anuncios se duplican. Si el jugador tiene al cerdito de alcancía como mascota, monedas azules aparecen en el juego. Estas monedas azules valen tres veces lo que una moneda ordinaria vale.

### Tiempo
Durante el tiempo que tienes la aplicación, tienes oportunidades de ganar monedas. Te toma algún tiempo ganar éstas monedas gratis, las cuales comúnmente vienen en grandes cantidades, ganados con intervalos de espera. Estos intervalos comenzarán en un minuto, después eventualmente en 30 minutos, una hora, tres horas, y después seis horas, así, el intervalo más largo registrado hasta ahora, aunque algunos rumores dicen que el más largo es de 10 horas.

## Mascotas
Las mascotas son los animales o personas que el jugador controla. Con la máquina, conseguirás nuevos personajes que pueden ser animales como perro, gato, lobo, etc. También existen actualizaciones que agregan más mascotas y mundos al juego.

### Mascotas exclusivas
Las mascotas exclusivas no se pueden obtener por la máquina de lotería. Solamente por hacer algunos movimientos como el cangrejo que tienes de ir de lado a lado aprox 50 veces , también se debe obtener una puntuación de 40 o más, encontrar objetos como Gifty o Regalito que se obtiene al encontrar un árbol navideño. Estas mascotas se caracterizan porque al buscar una de estas mascotas, aparecerá la silueta de ella y diciendo: No disponible en la máquina de premios. Android tiene su propia mascota exclusiva que cambia el paisaje a dulces. 

## Desarrollo

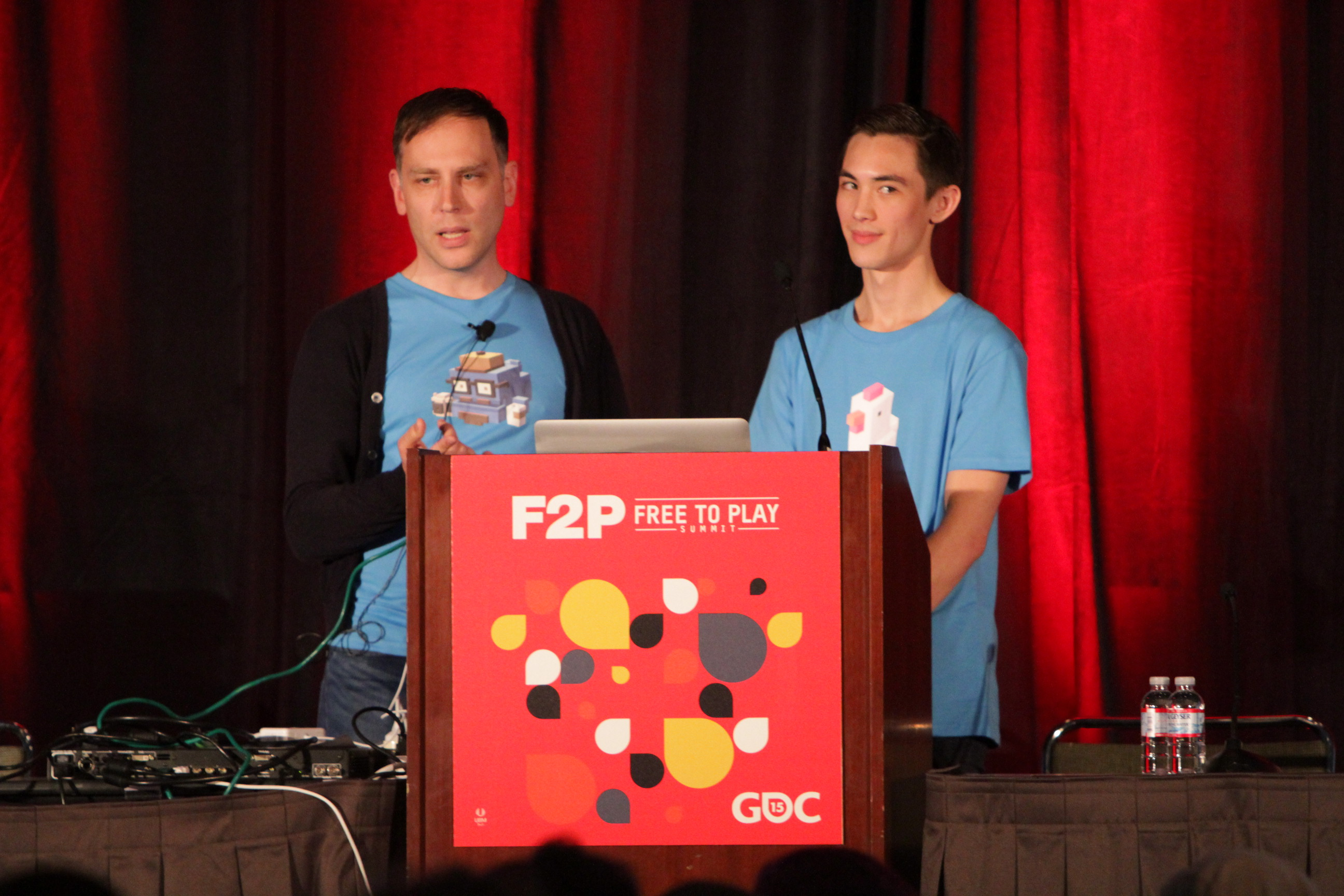
Matt Hall y Andy Sum, desarrolladores de Crossy Road, en GDC 2015.

Inicialmente los desarrolladores planearon gastar solamente seis horas por semana en el juego, pero después de todo se dieron cuenta de que el juego tenía potencial y le dedicaron otras seis horas a la semana para completarlo. El modelo de libre de pago del juego se basó en  Dota 2. De acuerdo con el desarrollador Matt Hall, Crossy Road estuvo inspirado en Temple Run, Subway Surfers, Disco Zoo, Flappy Bird, Skylanders, Tiny Wings, FEZ y Frogger.

## Recepción
El juego fue finalista para el premio a Mejor Juego de 2014 por los Australian Game Developer Awards. En general recibió críticas positivas con Metacritic dándole una puntuación de 88, TouchArcade dándole al juego 5/5 estrellas, BigBoomBoom.com dándole al juego 5/5 estrellas, Gamezebo|Gamezebo Gaming dándole al juego 4.5/5 estrellas, y Apple N' Apps dándole al juego 4/5 de promedio. Polygon apodo al juego como "brillante" y fue comparado como una actualizado Frogger, mientras que la revista TIME lo llamó como una mezcla de Frogger y Flappy Bird.
Tres meses después de su lanzamiento inicial, el juego ganó más de 10 millones de dólares y tuvo más de 50 millones de descargas.
Flat Eric, conocido por sus apariciones en anuncios de la marca Levi's en 1999 y por su aparición en el videoclip del tema Flat Beat de Mr Oizo, es un personaje desbloqueable.

## Spin-offs

### Disney Crossy Road
En 2016, Hipster Whale y Disney Interactive Studios lanzaron un videojuego derivado llamado Disney Crossy Road en dispositivos iOS, Android, Windows Phone, Windows 8.1 y Windows 10. Cuenta con personajes de Disney como Mickey Mouse y el Pato Donald, así como algunos personajes de numerosas franquicias de Walt Disney Animation Studios, Pixar, y los Parques Disney. En el lanzamiento, el juego contó con más de 100 personajes.
Disney Crossy Road fue cerrado el 12 de marzo de 2020.

### Crossy Road Castle
Crossy Road Castle es un juego de plataformas cooperativo sin fin que actúa como una secuela de Crossy Road, disponible solo en Apple Arcade. Admite hasta cuatro jugadores y se puede jugar con controles táctiles o un controlador. Los jugadores se colocan en una torre generada por procedimientos que abarca varios niveles y deben trabajar juntos para llegar a la salida.